# خان دودهك
خان دودهك (بالفارسية: کاروانسرای دودهک) هي خان تاريخية تعود إلى عصر السلالة الصفوية، وتقع في دودهك.